# The Headless Horseman (film, 1922)
Pour plus de détails, voir Fiche technique et Distribution.
The Headless Horseman est un film muet américain réalisé par Edward D. Venturini et sorti en 1922.

## Synopsis
Un enseignant est nommé dans une petite ville de la Nouvelle-Angleterre. Peu à peu, son esprit conciliateur le pousse à régler les problèmes de plusieurs habitants de la cité.

## Fiche technique
- Titre : The Headless Horseman
- Réalisation : Edward D. Venturini
- Scénario : Carl Stearns Clancy, d'après La Légende de Sleepy Hollow de Washington Irving
- Production : Carl Stearns Clancy pour Sleepy Hollow Corporation
- Durée : 1 heure 15 minutes
- Dates de sortie :
  -  États-Unis : 5 novembre 1922

## Distribution
- Will Rogers : Ichabod Crane
- Lois Meredith : Katrina Van Tassel
- Ben Hendricks Jr.
- Charles E. Graham
- Mary Foy